# São Lourenço de Touvedo
São Lourenço de Touvedo is een plaats (freguesia) in de Portugese gemeente Ponte da Barca en telt 266 inwoners (2001).

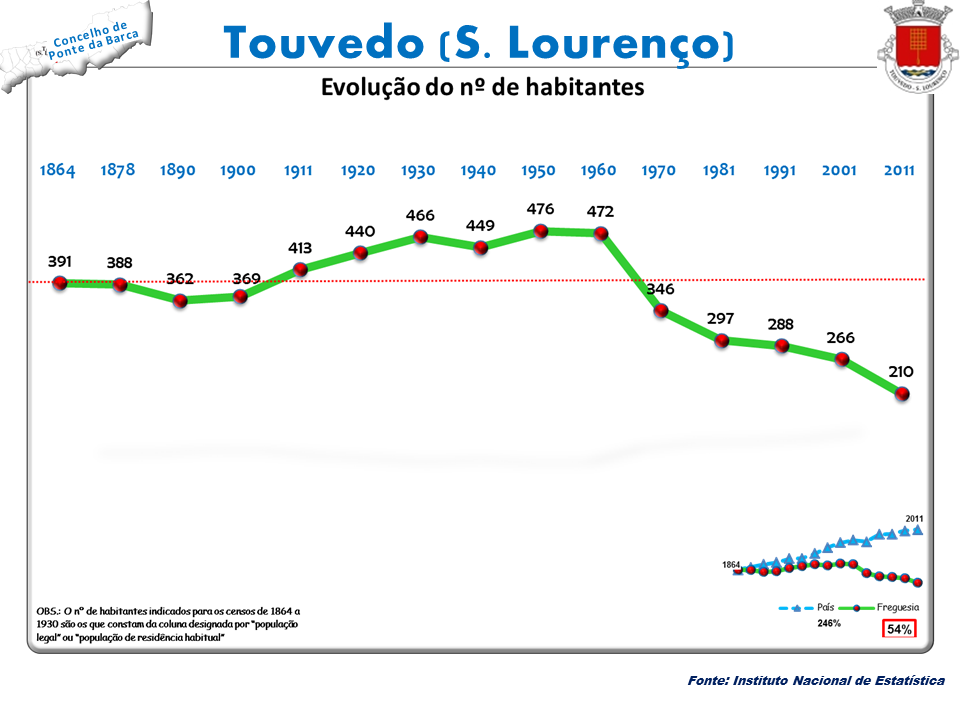
Bevolkingsontwikkeling tussen 1864 en 2011